# Gymnogramma lotta
Gymnogramma lotta là một loài dương xỉ trong họ Pteridaceae. Loài này được Schltdl. mô tả khoa học đầu tiên năm 1825.
Danh pháp khoa học của loài này chưa được làm sáng tỏ. 